# The Agonist
The Agonist fue una banda canadiense de death metal melódico formada en el 2004. Sus letras reflejan una conciencia por el medio ambiente, por los derechos de los animales, dilemas sociales y en especial, la situación mundial actual, con una crítica especial hacia los Estados Unidos y su política exterior.

## Historia
Comienzos y Once Only Imagined (2004 - 2008)

La banda se forma en el 2004, en Montreal, Quebec, Canadá, el 14 de agosto de 2007 se edita su primer álbum Once Only Imagined. A partir de este inician una gira por Estados Unidos junto a Sonata Arctica, God Forbid, Overkill, Epica, Visions of Atlantis y Enslaved, producido por Chris Donaldson, guitarrista del grupo de death metal Cryptopsy. 

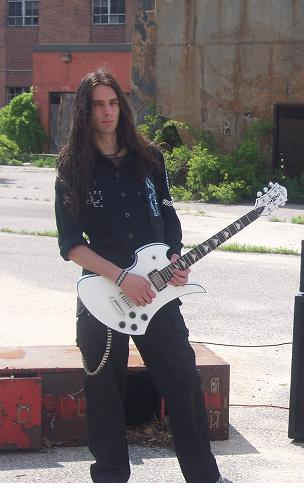
Danny Marino, guitarrista de The Agonist

El 28 de agosto de 2007 se estrena el video de la canción "Business Suits And Combat Boots", dirigido por David Brodsky, el cual llega hasta la sexta posición del ranking de videos de MTV2's Headbanger's Ball.
Lullabies for the Dormant Mind (2009 - 2010)
En 2009 se publicó su nuevo álbum Lullabies for the Dormant Mind. El 27 de septiembre de 2009 pisan por primera vez Latinoamérica haciendo su primer show en la Ciudad de México, y también visitaron Colombia, Venezuela, Japón, China y Europa para la promoción de Lullabies for the Dormant Mind. Luego de una gira con los grupos Epica y Scar Symmetry, en diciembre de 2010 anunciaron a través de su sitio en MySpace que estaban produciendo un álbum para ser lanzado en el 2011.
Prisoners (2011 - 2013)
A finales de 2011, The Agonist participó en el "Pandemonium over North America" en una gira con Kamelot, Alestorm y Blackguard (excepto el guitarrista Danny Marino, quien no pudo hacer la gira con la banda y fue reemplazado por el exguitarrista de Catalyst, Justin Deguire). Durante la gira, la banda lanzó un EP titulado The Escape que contenía dos canciones nuevas programadas para aparecer en el tercer álbum de larga duración de la banda y fue mezclado por Tue Madsen quien es conocido por su trabajo con The Haunted, Dark Tranquility y Suicide Silence. The Escape se encontró disponible en iTunes a través de preventa desde el 3 de septiembre de 2011. La vocalista Alissa White-Gluz dijo en una entrevista que la música de la banda se ha vuelto más madura, no necesariamente más pesada o más melódica. Se refirió al decir que hay más 'clásicos' como las influencias de Pantera y Radiohead. Ella dijo a la revista Lithium Magazine que el nuevo disco podría ser «bueno para alguien con un gusto musical de mente abierta, o malo para alguien que sólo le gusta la canción "Thank You, Pain"». El proceso final de grabación del álbum se llevó a cabo tras la conclusión de la gira de Kamelot. The Agonist anunció el 5 de marzo de 2012 en YouTube antes de un show en Montreal que su disco recién terminado se llama Prisoners y fue lanzado a principios de 2012 a través de Century Media Records, siendo producido por el productor Christian Donaldson.
Cambios en la formación y Eye of Providence (2014 - 2015)
El 17 de marzo de 2014 la vocalista Alissa White-Gluz es anunciada como la nueva vocalista de la banda Arch Enemy en reemplazo de Angela Gossow. Previo a esto Alissa había sido expulsada de The Agonist por parte de lo demás miembros de la banda por la razón de que Alissa había estado ocultando sus intenciones de formar parte de otra banda (la banda no sabría sino hasta después de ser informados por su compañía), retrasando así la producción del nuevo disco y posteriormente llegó a solicitar la cancelación de todas las fechas programadas en el resto del año para The Agonist, para así enfocarse en AE , y conociendo las largas y extensas giras de Arch Enemy y el temor de que The Agonist quedara como una banda secundaria, deciden expulsarla. El 18 de marzo, Vicky Psarakis es anunciada como la nueva vocalista de The Agonist,  proveniente de Grecia. La banda había contactado previamente a Psarakis debido a conflictos anteriores con la antigua vocalista y sus renuncias a la banda en reiteradas oportunidades (que no se harían públicos sino hasta 2017 por Marino).
Con el tiempo y con los adelantos de su futuro disco, se pudo ver la notoria y rápida evolución de Vicky, ahora adoptando bien los tonos de las canciones originales, y perfeccionando sus guturales, siendo el gutural de Psarakis uno muy particular, además de sonar más femenino con respecto al de White-Gluz.
El 9 de julio de 2014, la banda anunció oficialmente a través de Facebook que su cuarto álbum, "Eye of Providence", con su nueva vocalista, sería lanzado el 11 de noviembre de 2014 en América del Norte y 10 de noviembre a nivel internacional. Posteriormente se anunció el aplazamiento en el lanzamiento del disco para el 23 de febrero de 2015 en Europa y el 24 de febrero en América del Norte, fechas en las cuales fue lanzado finalmente el disco.
Giras con Vicky y Five (2015-2019)
La salida del Eye of Providence marcó para la banda un inicio en giras, tanto giras por América del Norte, como también en Europa, incluso también pudiendo visitar México por primera vez con Vicky Psarakis. También les abrió las puertas a varios festivales y tours, como por ejemplo tocar en el New England Metal Hardcore Festival XVII, tocar nuevamente en el Heavy Montreal (festival importante para la banda de Montreal), en el Revolver Tour "The Hottest Chicks in Hard Rock Issue" junto a bandas como Flyleaf,  Fit For Rivals, Falling For Scarlet, y DIAMANTE; y también pudiendo hacer otro Revolver Tour desde el 8 de septiembre, hasta el 3 de octubre, esta vez teloneando a Eluveitie y a Epica (banda) (los cuales luego se tuvieron que bajar del tour por problemas personales de dos de sus miembros). 
El 24 de marzo de 2016 a través de su página de Facebook, publicaron un aviso de que pronto estarían en proceso de composición y grabación del sucesor del Eye of Providence. El 4 de mayo se anuncia que The Agonist ha firmado contrato con el famoso sello discográfico Napalm Records  el cual se encargaría de producir su quinto disco, esto también significa el fin del contrato con el sello Century Media Records, al que pertenecieron por alrededor de 10 años. Finalmente el 20 de julio revelan el primer adelanto de su nuevo disco, canción con el título The Chain; además es revelado el nombre de su nuevo disco, el cual se llamaría Five, además de revelar también la fecha de lanzamiento de este disco, la cual sería el 30 de septiembre, y además también la lista de canciones. El 12 de agosto revelan el segundo adelanto de Five, llamado The Moment, y dos días antes del estreno del disco, el 28 de septiembre, revelan el último adelanto de Five, titulado The Hunt.
Finalmente, Five fue lanzado el 30 de septiembre de 2016
Orphans, Days Before the World Wept y disolución de la banda (2019-2023)
El día 7 de junio de 2019 la banda lanza el sencillo y video de "In Vertigo" junto con el anuncio de su sexto disco de estudio titulado "Orphans", el cual vería la luz el día 20 de septiembre de 2019, y el que sería lanzado a través de Rodeostar Records (subsello discográfico de Napalm Records). Antes de lanzarse el disco, la banda lanzó dos videos más como adelantos, siendo las canciones "Burn It All Down" y "As One We Survive" las elegidas como sencillos promocionales de "Orphans" (además de "In Vertigo"). Finalmente el 20 de septiembre de 2019, se lanza "Orphans" tanto en físico como en plataformas digitales. 
Este disco les permitió volver a la escena metalera luego de tres años de silencio discográfico, pudiendo ir de gira como teloneros de la banda Jinjer en el "European Macro Tour 2019", así como en enero de 2020 poder tocar en el famoso "7000 Tons Of Metal". Así también tenían pronosticada una gira norteamericana desde marzo de 2020 como teloneros de Fleshgod Apocalypse, así como otros tours y conciertos en el año, los cuales finalmente se tuvieron que posponer debido a la pandemia del COVID-19.
El 9 de septiembre de 2021, la banda hizo el lanzamiento de su nuevo tema "Remnants in Time". El 15 de octubre, lanzaron el EP Days Before the World Wept.
El 10 de mayo de 2023, la banda emitió un comunicado indicando que se separarían debido a "una combinación de problemas personales, financieros y relacionados con la industria".

## Estilo musical
The Agonist es conocido sobre todo por la capacidad de Alissa White-Gluz, y posteriormente Vicky Psarakis de utilizar tanto voz melódica como voz gutural y el uso de Danny Marino de dos o más melodías cruzadas con acordes complejos de guitarra a menudo con grandes intervalos y desplazamientos de octava. Los temas de las canciones a menudo giran en torno a las preocupaciones morales tales como derechos de los animales, dilemas sociales y políticas mundiales.
Con la llegada de Vicky Psarakis a la banda, el estilo de esta tomó un rumbo diferente. Con el primer disco con Vicky, Eye Of Providence, se notó un cambio en las estructuras de guitarra, como en el uso de riffs más lentos en comparación a sus anteriores discos. La voz también se vio afectada en cierta manera al equilibrar las voces melódicas y las guturales, ya que con White-Gluz la predominancia era de voces guturales. Las letras también cambiaron, ya no tratando los clásicos temas de la banda por la ausencia de Alissa, la principal compositora de la banda.
Five siguió la senda de Eye Of Providence, aunque acá la banda jugó más con influencias más suaves del metal, convirtiéndolo en su disco más suave, y también en este disco la predominancia fue de las voces limpias. Sin embargo, en el más reciente disco "Orphans", la banda volvió a las raíces más fuertes de su música, teniendo un predominio instrumental mayor en el Death metal melódico. Así también, este disco consagra las voces limpias y guturales de Vicky en un nivel ya bastante avanzado, llegando en voz limpia a amplios agudos, voz razgada, voz suave, e incluso algunas voces líricas; los guturales mejoran acá con respecto a los otros dos discos, inclusive usando Vicky un tipo de gutural exhalado grave como se demuestra en las canciones "In Vertigo", "The Gift Of Silence" y "Orphans". Además de eso, el disco incluye por primera vez letras en griego (idioma natal de su vocalista).

## Miembros
| - Vicky Psarakis– voz (2014–2023) - Danny Marino – guitarra (2004–2023) - Chris Kells – bajo, coro (2004–2023) - Simon McKay – batería, percusión (2007–2023) - Pascal "Paco" Jobin – guitarra (2010–2023) - Alissa White-Gluz – voz (2004–2014) - Andrew Tapley – guitarra (2007–2008) - Chris Adolph – guitarra (2009) - Justin Deguire – guitarra (2011) |

Timeline

## Discografía
Álbumes de estudio
| Año  | Álbum                                                                                              |
| ---- | -------------------------------------------------------------------------------------------------- |
| 2007 | Once Only Imagined - Lanzamiento: 14 de agosto de 2007 - Sello: Century Media Records              |
| 2009 | Lullabies for the Dormant Mind - Lanzamiento: 23 de febrero de 2009 - Sello: Century Media Records |
| 2012 | Prisoners - Lanzamiento: 4 de junio de 2012 - Sello: Century Media Records                         |
| 2015 | Eye of Providence - Lanzamiento: 23 de febrero de 2015 - Sello: Century Media Records              |
| 2016 | Five - Lanzamiento: 30 de septiembre de 2016 - Sello: Napalm Records                               |
| 2019 | Orphans - Lanzamiento: 20 de septiembre de 2019 - Sello: Rodeostar Records                         |

EP
| Año  | Álbum                                                                              |
| ---- | ---------------------------------------------------------------------------------- |
| 2011 | The Escape EP - Lanzamiento: 26 de agosto de 2011 - Sello: Century Media Records   |
| 2014 | Disconnect Me EP - Lanzamiento: 25 de abril de 2014 - Sello: Century Media Records |

Sencillos
| Año  | Título                                | Álbum                          |
| ---- | ------------------------------------- | ------------------------------ |
| 2007 | "Business Suits And Combat Boots"     | Once Only Imagined             |
| 2009 | "And Their Eulogies Sang Me To Sleep" | Lullabies for the Dormant Mind |
| 2009 | "Birds Elope with the Sun"            | Lullabies for the Dormant Mind |
| 2009 | "Thank You, Pain"                     | Lullabies for the Dormant Mind |
| 2011 | "The Escape"                          | Prisoners                      |
| 2012 | "Ideomotor"                           | Prisoners                      |
| 2014 | "Disconnect Me"                       | Eye of Providence              |
| 2015 | "Gates of Horn and Ivory"             | Eye of Providence              |
| 2015 | "Your Witness, Your Victim"           | Eye of Providence              |
| 2015 | "Danse Macabre"                       | Eye of Providence              |
| 2016 | "The Chain"                           | Five                           |

Videos musicales
| Año  | Título                                   |
| ---- | ---------------------------------------- |
| 2007 | "Business Suits And Combat Boots"        |
| 2009 | "...and Their Eulogies Sang Me to Sleep" |
| 2009 | "Thank You, Pain"                        |
| 2009 | "Birds Elope with the Sun"               |
| 2012 | "Panophobia"                             |
| 2015 | "Gates of Horn and Ivory"                |
| 2015 | "My Witness, Your Victim"                |
| 2015 | "A Gentle Disease"                       |
| 2015 | "Danse Macabre"                          |
| 2015 | "Follow the Crossed Line"                |
| 2016 | "Take Me To Church"                      |